# Won Woo-young
Won Woo-Young (hangul: 원우영, hanja: 元禹寧), född den 3 februari 1982, är en sydkoreansk fäktare som tog OS-guld i herrarnas lagtävling i sabel i samband med de olympiska fäktningstävlingarna 2012 i London.